# Microdon painteri
Microdon painteri är en tvåvingeart som beskrevs av Hull 1922. Microdon painteri ingår i släktet myrblomflugor, och familjen blomflugor. Inga underarter finns listade i Catalogue of Life.